# Mohamad Abu Rumi
Mohamad Abu Rumi (hebräisch מוחמד אבו רומי; * 1. März 2004 in Tamra) ist ein israelischer Fußballspieler.

## Karriere

### Verein
In seiner Jugend spielte Abu Rumi zunächst bis 2019 bei Hapoel Haifa, anschließend bis 2020 beim FC Nave Yosef. Seitdem ist er Teil von Hapoel Ironi Kirjat Schmona, wo er zur Saison 2023/24 den Sprung in die erste Mannschaft machte. Bereits zuvor hatte er am 8. November 2022 sein Liga-Debüt und im Mai 2023 in der Abstiegsrunde auch schon zu einem Einsatz.

### Nationalmannschaft
Nach einem Freundschaftsspieleinsatz für die israelische U21 gehörte er auch zum Kader bei der Europameisterschaft 2023, wo er in zwei Partien eingesetzt wurde. Israel schied im Halbfinale mit einem 0:3 gegen England aus dem Turnier aus.